# Synagoge (Göppingen)

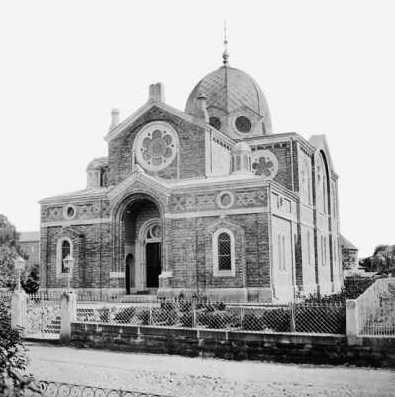
Synagoge in Göppingen, 1881

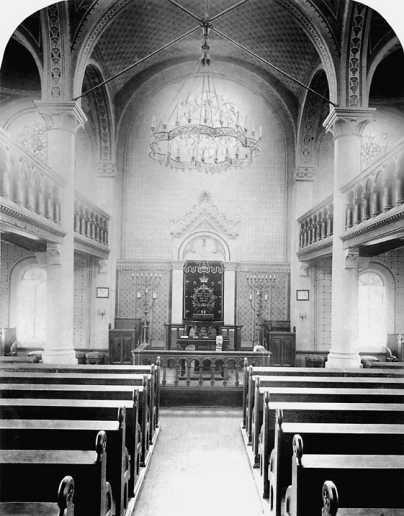
Innenraum der Synagoge, 1881

Die Synagoge in Göppingen, einer Stadt in Baden-Württemberg, wurde 1880/81 errichtet und 1938 zerstört.

## Geschichte
Im Jahr 1867 wurde eine selbständige jüdische Gemeinde in Göppingen gegründet, die in der Schützenstraße einen Betraum einrichtete. In dem 1897 abgebrochenen Gebäude befand sich auch die Wohnung des Vorbeters, das Sitzungszimmer des Gemeindevorstandes und ein Schulraum. 1872 wurde eine erste Synagoge in der Pfarrstraße 33 eingerichtet.
Nachdem diese Synagoge zu klein geworden war, wurde 1880/81 ein Neubau in der Freihofstraße errichtet. Die Grundsteinlegung fand am 23. April 1880 statt und die feierliche Einweihung am 16. und 17. September 1881. Von 1907 bis zu seinem Tod 1937 amtierte hier Aron Tänzer als Rabbiner.
Während der Novemberpogrome 1938 wurde die Synagoge von SA-Männern in Brand gesteckt und völlig zerstört. Danach wurde die Brandruine gesprengt und abgeräumt.

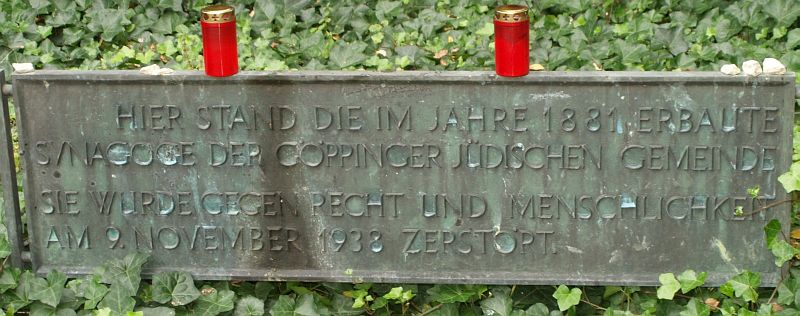
Gedenktafel für die Synagoge in Göppingen

Im Jahr 1971 ließ die Stadt Göppingen eine Gedenktafel aufstellen und das Grundstück zu einem Park umgestalten. Seit 1999 heißt die Anlage Synagogenplatz.

## Architektur
Die Pläne entwarf der Architekt Christian Friedrich von Leins, Professor an der Technischen Hochschule in Stuttgart. Der Gottesdienstraum besaß dreiseitig umlaufende Emporen. Dem quadratischen Baukörper war ein querrechteckiger Westbau vorgelagert, der im Erdgeschoss die Eingangshalle, ein Sitzungszimmer und im Obergeschoss die Orgelempore beherbergte. Das Äußere war durch Lisenen, Gesimse und Maßwerkfenster gegliedert.
Eine kupferverkleidete Kuppel auf achtseitigem Tambour im Osten des Gebäudes überragte das Dach. Das Portal im Westen öffnete sich in einer hohen, rundbogig geschlossenen, von einem dreieckigen Giebel überfangenen Eingangshalle. Darüber befand sich ein Rundfenster mit Sechspass, das dem Innern ausreichend Tageslicht gab. Den Giebel bekrönten die Gesetzestafeln. Die Synagoge verfügte über 278 Sitzplätze: Im Hauptraum gab es 136 Plätze für Erwachsene und 40 für die schulpflichtige Jugend; auf den Emporen waren 102 Plätze vorhanden: je 51 auf der Männergalerie und der Frauengalerie.